# Marijan Trepše
Marijan Trepše (Zagreb, 25. ožujka 1897. – Zagreb, 4. listopada 1964.), hrvatski slikar, grafičar i scenograf
Studirao je u Pragu i Parizu. Sudjelovao je na svim izložbama Proljetnog salona u Zagrebu, na kojem s Uzelcem, Gecanom i Varlajem čini Grupu četvorice. Od 1925. godine je scenograf Hrvatskog državnog kazališta u Zagrebu, a bavio se i vitrajem. Njegova rana grafika i akvareli istaknuti su dio hrvatskoga likovnog ekspresionizma